# مارتن ديانوف
مارتن ديانوف هو لاعب كرة قدم بلغاري في مركز الوسط، ولد في 17 يناير 1980 في بورغاس في بلغاريا. لعب مع نادي بالزان ونادي مارساشلوك وهامرون سبارتانز.

## وصلات خارجية
- مارتن ديانوف على موقع قاعدة بيانات كرة القدم.إي يو (الإنجليزية)
- مارتن ديانوف على موقع Soccerway.com (الإنجليزية)